# Schuman-erklæringen
| Portal | Portal:EU |

Schuman-erklæringen eller Schuman-planen var et forslag, som udenrigsministeren i Frankrig Robert Schuman præsenterede den 9. maj 1950. Den viste, hvordan kul- og stålindustrien i Frankrig gennem fælles kontrol kunne samarbejde med de tilsvarende industrier i Vesttyskland . Fordi kul- og stålindustrien er krigsindustriens base, skulle den fælles kontrol sikre den fremtidige fred i Europa. Organisationen skulle være åben for andre stater. Hans forslag blev gennemført i 1951, hvor Belgien, Frankrig, Nederlandene, Luxembourg, Italien og Vesttyskland underskrev EKSF-traktaten.
Den 23. juli 1952 trådte EKSF-traktaten i kraft, og Det Europæiske Kul- og Stålfællesskab var dermed en realitet.
Schuman-erklæringen er startskuddet til EU, og den får opmærksomhed hvert år d. 9. maj på Europadagen.